# سالوم فال
سالوم فال (انگلیسی: Saloum Faal؛ زادهٔ ۱۰ اکتبر ۱۹۹۴) بازیکن فوتبال اهل گامبیا است.
از باشگاه‌هایی که در آن بازی کرده است می‌توان به باشگاه فوتبال کاسا اسپورتس اشاره کرد.
وی همچنین در تیم ملی فوتبال گامبیا بازی کرده است.